# Xenocatantops karnyi
Xenocatantops karnyi är en insektsart som först beskrevs av Kirby, W.F. 1910.  Xenocatantops karnyi ingår i släktet Xenocatantops och familjen gräshoppor. Inga underarter finns listade i Catalogue of Life.